# Pešcona
Območje za pešce ali pešcona je del ceste ali cesta v naselju ali del naselja, ki je namenjen pešcem in je kot tako označeno s predpisano prometno signalizacijo. V območjih za pešce je dovoljen tudi promet uporabnikov posebnih prevoznih sredstev (rolke in  kolesa z motorjem) in kolesarjev, vendar le tako, da ne ogrožajo pešcev.
V območje za pešce smejo, zaradi opravljanja dejavnosti, zapeljati vozila nujne medicinske pomoči, gasilska vozila, vozila zaščite in reševanja, policije, občinskega redarstva, vozila za vzdrževanje cest in zbiranje in odvoz odpadkov ter vozila za dostavo blaga, vendar samo v določenih urah.
V naseljih pristojni občinski upravni organ z odredbo določi območje za pešce.

## Zgodovina
Izraz za pešcono je v evropskih državah podoben (francosko: piétonne, nemško: Fußgängerzone, špansko: zona peatonal, angleško: pedestrian zone). V Evropi je bila prva ulica, namenjena pešcem, ulica Lijnbaanu v Rotterdamu, odprta leta 1953. Prvo nakupovalno središče v Združenem kraljestvu, namenjeno pešcem, je bilo v Stevenage, odprto leta 1959. Veliko število evropskih mestih ima del svojih centrov brez avtomobilov že od zgodnjih 1960. Taki centri imajo pogosto parkirišča na samem robu območja za pešce ali pa so večja parkirišča izven centra mesta z možnostjo uporabe mestnega prometa (sistem "parkiraj in se pelji", angl. park and ride). Središče Kopenhagena na Danskem je ena največjih in najstarejših pešcon. V to je bila pretvorjena v novembru 1962 kot eksperiment in je obsegala nakupovalno cono Strøget, ki je sestavljena iz niza med seboj povezanih ulic, ki pa jo na nekaterih mestih prečkajo tudi ulice z avtomobilskim prometom.

## Mesta in regije brez avtomobilov
V Evropi obstaja veliko mest oziroma krajev, ki še nikoli v zgodovini niso dovolila prometa z motornimi vozili. Tipičen primer so Benetke s številnimi otoki v Beneški laguni, ločenimi in dostopnimi le iz kanalov. Motorni promet se ustavi na parkirišču na začetku viadukta, od tam naprej se odvija le vodni promet ali pešačenje. Motorna vozila lahko gredo na Lido. Drugi primeri so: Cinque Terre v Italiji, Gent v Belgiji, ki je eden od največjih območij brez avtomobilov v Evropi, in staro mesto Rodos, kjer je večina ulic preveč strma oziroma preozka za promet avtomobilov. Gora Atos, Avtonomna samostanska državica pod suverenostjo Grčije prav tako ne dovoljuje avtomobilov na svojem ozemlju. Srednjeveško mesto Mdina na Malti, znano kot "Tiho mesto", prepoveduje avtomobilom voziti mimo mestnega obzidja. Na otoku Sark v Rokavskem prelivu so dovoljena le kolesa, vozički in traktorji.

## Razvoj območij brez avtomobilov
Prejšnji odstavek opisuje kraje, kjer je v glavnem prepovedan avtomobilski promet razadi zgodovinskih razlogov. Izraz "brez avtomobilov" pa v razvojnem smislu pomeni fizično spremembo - ali novogradnjo ali sistemsko spremembo obstoječega zgrajenega območja. Pri določanju območij brez avtomobilov lahko ločimo naslednje funkcije območja:
- območje predstavlja zaprto sosesko, omogočeno je parkiranje stanovalcem
- območje predstavlja sosesko, kjer bi vsi funkcionirali brez avtomobilov.
Rešitve so lahko različne. Soseske z nekaj tisoč prebivalci so lahko v celoti zaprte za avtomobile in imajo zato na obrobju zgrajene centralne garaže, ki jih morajo lastniki najeti ali kupiti. Možno pa je zagotoviti omejen, a še vedno reguliran dostop.

### Območje za pešce
Prejšnja dva modela se uporabljata v prvi vrsti za na novo zgrajena območja. Območja za pešce pa se večinoma urejajo v obstoječih sosekah in predvsem v centrih mest, ki se jih za novo vlogo funkcionalno in tehnično opremi. Peš cone lahko štejemo za območja brez avtomobilov v smislu razvoja in izboljšave okolja, če vključujejo veliko število prebivalcev, večinoma brez avtomobilov, zaradi novega stanovanjskega razvoja znotraj centrov ali pa zato, ker gre za soseko s starimi stanovanji.

### Prednosti in problemi razvoja območij brez avtomobilov
Za potrebe uvedbe območij brez avtomobilov so bile izdelane številne študije. Veliko mest po svetu, ki se soočajo s problematiko naraščajočega prometa, se čedalje bolj zavzemajo za širitev teh območij, saj se s tem bistveno izboljša stanje okolja. Posledice uvedbe območij so: 
- raven uporabe avtomobilov se zniža;
- ljudje več pešačijo in kolesarijo, kar je bolj zdravo;
- gibanje je bolj neodvisno in aktivno, tudi otroci se varneje gibljejo;
- za parkiranje in ceste je potrebnih manj zemljišč - več jih je na voljo za zelenice ali socialni prostor.

Glavne prednosti razvoja območij brez avtomobilov so tudi: 
- manjše emisije v ozračje;
- manj prometnih nesreč;
- boljše zgrajeno okolje;
- odvračanje od osebnega avtomobila in drugih motornih vozil (izboljša se upravljanje potreb po potovanjih);
- spodbujanje aktivnega načina življenja.

Glavne težave pa so povezane z upravljanjem parkiranja. Če se parkiranje ne omogoči v okolici, se prebivalci pritožujejo.

## Uvajanje območij brez avtomobilov v Sloveniji
V Sloveniji je uvajanje pešcon, predvsem v starih mestnih jedrih in trgovskih središčih, običajen ukrep lokalnih oblasti. V manjših krajih, kjer razvijajo turistično ponudbo je tak ukrep še posebej učinkovit.
V večjih mestih, kjer so obremenitve z motornim prometom velike (Ljubljana, Maribor, Celje, Krško, Kranj, ...), pa se kaže potreba po uvedbi omejitev motornega prometa predvsem kot posledica poslabšanja bivanjskih razmer in vplivov na okolje (povečane koncentracije prašnih delcev, izpušnih plinov,...). 
Najstarejši podatki meritev onesnaženosti zraka za Ljubljano segajo v leto 1968, poleg rednih meritev pa se občasne meritve izvajajo na različnih lokacijah tudi v okviru samodejnih merilnikov, katerih rezultati so s krajšim časovnim zamikom, v obliki urnih vrednosti, dostopni na spletnih straneh MOL. Stalno se spremlja onesnaženost z žveplovim dioksidom (SO2), dušikovim dioksidom (NO2), benzenom in z delci PM10. Poleg teh pa še dušikove okside (NOx), osnovne meteorološke parametre in stalne meritve hrupa. Po potrebi se izvajajo tudi bolj specifične meritve, kot sta onesnaženje z elektromagnetnimi sevanji (EMS) in onesnaženost zraka z benzenom ali z dušikovimi oksidi (NOx).
V Ljubljani se izvaja tudi projekt CIVITAS (kratica, izpeljana iz CIty-VITAlity-Sustainability = "testiranje inovativnih strategij v mestnem prometu, ki prispevajo k uresničevanju evropskih politik na področjih prometa in varstva okolja, učinkovite rabe energije ter alternativnih virov"). Projekt CIVITAS ELAN, ki poteka v Ljubljani od septembra 2008 do septembra 2012, združuje 37 partnerjev, od tega deset v Ljubljani. Projekt je namenjen razvoju javnega prometa, kolesarjenju in hoji, alternativnim virom energije in rabi informacijske tehnologije v prometu, hkrati pa tudi vključevanju javnosti v načrtovanje mobilnosti in spremembi potovalnih navad meščanov. Eden od pomembnih ciljev, ki se že izvaja, je tudi širitev in posodobitev con za pešce v središču mesta in con z omejeno hitrostjo na 30 km/h na nekaterih novih območjih mestnega jedra.

## Dnevi brez avtomobila
V okviru Evropskega tedna mobilnosti, ki poteka že 10 let vsako leto v mesecu septembru, se tudi nekaj deset slovenskih mest odloči vključiti v to akcijo in organizirajo posamezne aktivnosti kot so: dan brez avtomobila, zapiranje cest, peš ogledi kulturnih in naravnih znamenitosti, izobraževanja, dan rolanja in kotalkanja, tekaške prireditve, uporaba električnih koles in avtomobilov, itd.